# Sønderby Station
Sønderby Trinbræt var et dansk trinbræt, der blev åbnet på Hirtshalsbanen i 1928 og nedlagt i 2019. Det lå mellem Vidstrup Station og Tornby Station og betjente den sydlige del af byen Tornby.